# Susanne Ussing
Susanne Ussing (29. november 1940 – 8. marts 1998) var en dansk billedkunstner, arkitekt og keramiker. Hun udtrykte sig i krydsfeltet mellem arkitektur og kunst. 
Sammen med ægtefællen Carsten Hoff udførtes en række byggeeksperimenter i Thylejren i 1970-73. Ideen bag eksperimentet var at skabe en overordnet ramme, som enhver kunne være med til forme og bo i. Ideerne videreførtes i Danske Arkitekters Landsforbunds konkurrence om nye etageboligformer 1970-73, som Susanne Ussing vandt sammen med Carsten Hoff. I 1988 modtog parret Nykredits Arkitekturpris. I 1989 modtog Susanne Ussing Eckersberg Medaljen.
Det kvindelige univers optog hende meget.
Af værker kan nævnes:
- "I drivhuset" (Ordrupgaardsamlingen, 1980).
- "Tangkirken" (Louisiana, 1980-84).
- Skulpturer/vinduesudsmykninger (Tøjbutikken Nørgaard på Strøget, 1977-85).
- Sommerhus i Tisvildeleje, 1976.[1]

Af udstillinger kan nævnes:
- Kvindeudstillingen (Charlottenborg, 1975).
- Boligkulisse på udstillingen "Alternativ Arkitektur",  Louisiana i 1977.
- Børneudstilling (Louisiana, 1978) hvor man kunne lægge sig i en stor livmoder
- Retrospektiv udstilling "Susanne Ussing – arbejder mellem 1957-87" (Nordjyllands Kunstmuseum, 1987).

## Eksterne links
- Susanne Ussing i Dansk Kvindebiografisk Leksikon på Lex.dk, tidl. Kvinfo.dk